# Oha!4 NEWS LIVE
『Oha!4 NEWS LIVE』（おはよん ニュースライブ）は、日本テレビ系のニュース専門チャンネル・日テレNEWS24と日本テレビの共同制作 により、日本テレビをはじめとする同局系列地上波（一部地域除く）でも放送されている早朝のニュース・情報番組。
『Oha!4』（もしくは『おはよん』・『おは4』）と略して呼ばれることもある。番組メッセージは、「つながるOha!4」。

## 概要
2006年4月3日から、『ニュース朝いち430』をリニューアルし、放送開始時刻を繰り上げる形で始まった、日テレNEWS24・日本テレビの早朝の顔とも言える番組の一つ。30代から40代の男性視聴者を、早くからしっかりしたニュースでつかまえたいという日本テレビの意向があり、当番組が立ち上げられた。
当初は日テレNEWS24・日本テレビ・BS日テレ（2K、以下略）と一部の日本テレビ系列地上波局でのネットであったが、BS日テレと日本テレビ以外の地上波局では日テレNEWS24の再送信（CS再送信）によるネットであった。
2011年4月1日には放送時間の30分拡大に伴う2部制移行と共に、地上波ではNNS全局にネット局が拡大された。これにより、地上波では番組の一部もしくは全編が放送されるようになった。第2部はCS再送信ではなく正規ネットである。
2017年4月18日より、本番組の制作局である日テレNEWS24がCS放送のインターネットでの同時配信を開始した影響で、日本テレビ以外の同系列地上波局での第1部のCS再送信ネットによるネット局では、それ以降日テレNEWS24のフィラーをCS再送信版からインターネット配信版に切り替えが順次行われ、そのタイミングで第1部を全面打ち切り、もしくは第1部5時台のみのネットに縮小（第1部5時台について、CS再送信ネットから、これまでの第2部と同様となる、通常回線による正規の番販ネットへの移行）した。2019年3月29日をもって全局でこの移行措置が完了するため、28日をもって日本テレビ以外の同系列地上波局並びにBS日テレでの第1部全編もしくは第1部4時台の打ち切りが完了し、29日からの第1部4時台は制作局並びに関東地上波日本テレビのみの正規ネットとなり、第1部5時台と第2部はいずれも制作局と日本テレビをはじめとする同系列地上波（一部除く）での正規ネットに集約された。2020年4月6日から2023年9月1日までは静岡第一テレビ、2021年4月1日からは熊本県民テレビが第1部（4時台）のネットを再開、日本テレビと同じ正規ネットに移行している。
現在の天気予報については、第1部5時台・第2部は第1部4時台に比べて一回あたりの放送時間が短い。これは朝の支度をするのに合わせて「ながら見」をするのに適したコンパクトな内容にする為であり、代わりに天気予報の回数自体は4時台より多い。当番組の天気予報は全国の天気・関東地方 の天気両方放送されているが、後続の「ZIP!」とは異なり差し替えは一切無く、ネット局全てで関東地方・静岡県の天気予報が放送されている。
2021年3月29日より開始時間が4:30に繰り下げとなり、丸15年振りに前番組「ニュース朝いち430」と同じ放送開始時間となる。全体の放送時間としては丸10年ぶりに番組開始時の80分に戻る。

### 放送時間
- 第1部…月曜 - 金曜 4:30 - 5:20（50分）（2021年3月29日 - 現在）
  - 4:00 - 5:20（80分）（2006年4月3日 - 2021年3月26日、2011年3月31日までは番組全体であった）
- 第2部…月曜 - 金曜 5:20 - 5:50（30分）、2011年4月1日開始。
  - 制作局の日テレNEWS24では本放送終了後、2017年3月31日まで5:50 - 7:00（2011年3月31日までは5:20 - 7:00）に再放送を行っていた。これにより、同年4月3日からは制作局（日テレNEWS24）・日本テレビでの放送時間がそろうことになる（後者の途中飛び降りが解消）

## 番組の歴史
出演者の変遷については#出演者#歴代の出演者も参照。

### 番組開始から2011年3月まで
2006年4月の放送開始当時の出演者は、脊山麻理子を除いて『朝いち430』よりそのまま引き継いだ。特に、サブキャスターの中田有紀と気象キャスターだった藤森涼子と中嶋美年子の3人は、『朝いち430』の初期より参加していた。また、アシスタントとしてアナウンサーを志す女子大生が「Oha!4 JD」として日替わりで1名が出演し、番組内のミニコーナーやリポーターを担当していた。
タイムテーブルやコーナーも前身の番組をほぼ引き継いでおり、オープニングと挨拶は4時の番組開始のほか、前身番組の開始時刻である4時30分にも設けられていた。また、5時台の開始が4時58分に繰り上げられており、この時間にもオープニングと挨拶を流していたため計3回オープニングと挨拶があった。同年8月より、4時台後半の開始が4時25分に繰り上げるとともに挨拶を廃止、新コーナーも設けられるなどマイナーチェンジを実施。10月には、気象キャスターが藤森と中嶋から松岡洋子へ交代。4時58分のオープニングは挨拶が廃止されたため、挨拶は4時の番組開始時のみとなった。
従来の『朝いち430』では、日本テレビの若手女性アナウンサーが務めていたため、ベテランのサブキャスターと気象キャスターが支えるような配役構成だったのに対し、『Oha!4』では番組スタート時から若手アシスタント「Oha!4 JD」が加わり、さらに2006年10月からは当時のメインキャスターの山本舞衣子より年下である気象キャスターの松岡洋子が出演することになったことで、「ベテランでメインを支える」キャスティングから「メインを中心にベテラン、若手がアシストする」キャスティングに変化していった。
2008年4月より気象担当が松岡洋子から掛貝梨紗へ交代。また、脊山が2009年10月に降板したことにより、中田が唯一、2015年の降板まで番組開始以来連続で出演することとなる。
2010年4月の改編では上田まりえと宮崎宣子がメインキャスターとなったが、宮崎は夏ごろから出演を見合わせたため、日本テレビの女性アナウンサーが週交代で代役を務めた。その後、同年11月をもって体調不良のため正式に降板、日テレNEWS24キャスターの坂木萌子が宮崎の後任となった。あわせて、テロップ類が変更され、一部コーナーでは当番組のスタジオセットと隣接している『news every.』のスタジオセットを使用するようになった。
2011年3月11日に発生した東日本大震災に伴う特別体制では、全編報道フロアからの放送となり、メインキャスターと中田が専門家とともに震災関連のニュースを伝えた。コーナーも気象コーナー以外は休止となった。

### 2011年4月から2015年12月まで
2011年4月1日より、新番組『ZIP!』開始に伴う改編を実施。『ZIP!』の開始時刻が5時50分となることから、5時50分までの放送に拡大し、第2部（5時20分－5時50分)を新設。放送拡大に合わせて、スポーツとエンタメ情報を伝えるコーナー「スポタメ」が設けられ、鷲尾春果と日本テレビの男性アナウンサーが同コーナー担当として加入した。多くの系列局が第2部をネットすることから、第2部開始時刻にもオープニングと挨拶を行うようになった。
同年10月には、上田と坂木が卒業、長らくサブキャスター（ニュース担当）を務めていた中田有紀がメインキャスターへ昇格。「スポタメ」コーナーには元スポーツ選手の廣田遥と青木愛が加入したことから、鷲尾がニュース担当へ異動し、男性アナウンサーも5時台の一部でニュースを担当するようになった。また、エンディング前の気象コーナーのみ気象予報士の平井史夫と杉江勇次が出演し掛貝と共に担当、「Oha!4 JD」の名称がアシスタントへ変更、第2部のオープニングを出演者全員で挨拶を行う形に変更、テロップ類を変更するなどのリニューアルを行った。また、前身番組からの流れで4時台の一部ニュースを報道フロアから伝えていたが、全編スタジオからの放送となった。
2012年10月1日には、番組開始以来初めて番組ロゴ、オープニングCG、テーマ曲を変更し、テロップ類も一新。キャスター人事では、廣田と青木が卒業し、再び鷲尾がスポタメ担当となり、新たに加入した内田敦子がニュース担当になった。
さらに、2013年4月1日にも大幅なリニューアルが行われ、主婦層などの視聴者が多い第1部5時台および第2部では、第1部4時台で使用しているものとは異なるオープニングCG、BGM、テロップ類が新たに用いられ、朝の生活をイメージしたアイキャッチを随所に挿入し、番組構成も見直された。長らく4時58分開始だった5時台の開始時刻が5時丁度となり、4時25分頃と5時にも挨拶を行うようになった。一方、第2部開始時のオープニングと挨拶が廃止された。
人事面では、日本テレビアナウンサーの藤田大介が1年ぶりに当番組レギュラー出演復帰し、男性キャスターは5名、曜日ごとに日替わりでの登場となり、5時台のニュース担当に変更された。また、気象担当として気象予報士の酒井千佳、スポタメ担当として新井恵理那と加藤多佳子が加入し、掛貝、平井、杉江、鷲尾の4名が同年3月で卒業、アシスタントが廃止された。
2014年1月6日より、新井恵理那が本番組への出演を当面見合わせ（その後、正式なアナウンスがないまま番組を降板）。これに伴い、内田がスポタメ担当へ変更、同年3月までは男性アナウンサーが4時台のニュースも担当していた。同年3月31日からは、吉竹史が月・火曜日のニュースキャスターとして、千北英倫子が水・木・金曜日のニュースキャスターとして、それぞれ就任。
2015年3月30日からは再度リニューアルを実施し、特に第1部5時台・第2部の内容・編成・BGMを大幅に変更した。また第1部5時台・第2部は中田がニュース読みから外れ、各コーナーの進行及びスポーツとエンタメの相槌のみを担当するようになった。キャスター人事では千北のみ卒業し、水・木曜日は本多小百合が、金曜日は畑下由佳（日本テレビアナウンサー）が後任となる。日本テレビ女性アナウンサーの出演は上田まりえが卒業して以来、約3年半ぶりとなる。
テレビ局とフィットネスクラブが、継続的にヘルスケアコンテンツを制作・放送する日本初の取り組みとして、日本テレビと同グループのティップネスとの協業で、2015年8月31日より本番組第1部内（4:58頃から1分半程度）において『Oha! TIP 1min.体操（おはティップ ワンミニッツたいそう）』を開始。なお、番組連動データ放送は日本テレビ（関東地区の地上波）のみで実施。有料CS放送日テレジータスでは、2016年1月11日11:30 - 12:30に本コーナーの特別拡大版『Oha!TIP 1min.体操 日テレジータス特別版』が放送された（同局にて再放送も複数回別途あり）。
同年8月から9月末までは内田が体調不良のため休養、玉木碧がスポタメの代役担当として加入。10月からは内田が木曜・金曜に限り復帰し、月曜から水曜は玉木が引き続き担当した。また、第2部開始時にも挨拶を行うようになった。
11月、メインキャスターの中田がロックバンド「ASIAN KUNG-FU GENERATION」の山田貴洋（ベース・ボーカル担当）との結婚と妊娠を番組内で発表、12月28日放送分をもって本番組を卒業した。これにより、前身番組の『ニュース朝いち430』（日テレNEWS24制作）時代からの通算で13年9か月にわたる、日テレNEWS24制作・日本テレビ系列の早朝番組へのレギュラー出演を終えるとともに、前身番組から継続しての出演者がいなくなった。

### 2016年4月から2021年3月まで
2016年1月4日から、中田の後任として畑下が月曜・火曜のメインキャスターへ昇格。また、木曜・金曜のメインキャスターとして後藤晴菜が就任し、再び日本テレビの女性アナウンサーがメインを務める形となった。ただし、同年3月までは水曜日はメインキャスターを設けず、本多、安藤、酒井、玉木の水曜日の出演者全員で進行する形となっていた。また、本多が金曜日もニュースキャスターとして登場。さらにこれと同時に4時台と5時台で異なっていたオープニングCG・テロップ類が一部のテロップ類を除き統一され、オープニングCG・テロップ類を一新した。
同年4月4日からは、番組開始以来初めてスタジオセットが完全リニューアルされるとともに、吉竹、本多、玉木、酒井が卒業、ニュースキャスターに小菅晴香、気象キャスターに榊菜美が加入した。また、畑下が不在となっていた水曜日のメインキャスターとなり、内田が再び5日間通しての出演となった。
同年12月26日以降、畑下が体調不良による休職により本番組への出演を見合わせることとなったため、キャスターの一部に暫定的にポジション変更が行われた。その後、畑下は復職したものの、2017年2月17日放送分で番組からの正式降板を発表した。
2019年3月をもって『Oha!TIP 1min.体操』が終了、5月1日から、3年ぶりにテロップ類が一部を除き一新された。
同年9月30日からはメインキャスターが日本テレビの女性アナウンサー5名による各曜日日替わり体制となった。また、各キャスターにはそれぞれイメージカラーが設定された。あわせてオープニングも変更された。2020年9月28日から再びメインキャスターを一部交替させ、男性ニュースキャスターも一部変更。メイン・ニュースともに、新たに同年入社の新人アナウンサーを投入した。また、2018年4月 - 2019年9月に出演していた佐藤梨那が1年ぶりに復帰した。
2020年に発生した新型コロナウイルスの感染対策では、出演者同士の距離を広くする、オープニングでの人数を減らすなどの対策が行われた。また、期間によってはスポタメ担当を隔週交代（内田、中川のどちらかのみ出演）としたほか、ニュース担当の女性キャスターは当面の間、報道フロアからの出演とするなどの対応が行われていた。また、この頃から「つながるOha!4」をキャッチコピーとして使用するようになった。
2021年3月26日をもって、岩田絵里奈が同年4月より『スッキリ』の司会を務めるために当番組を卒業。また、同日にはスポーツキャスターの中川絵美里とニュースキャスターの小菅も番組を卒業した。

### 2021年4月から現在
2021年3月29日より開始時間が4:30に繰り下げとなり、丸15年振りに前番組「ニュース朝いち430」と同じ放送開始時間となる。全体の放送時間としては丸10年ぶりに番組開始時の80分に戻る。約8年半ぶりに番組ロゴが一新、HYによる番組テーマソング「North Forest」が制作され、オープニングに起用された。また、再びメインキャスターとニュースキャスターが一部交替となり、男性ニュースキャスターに関しては再び日替わりの5人体制に戻され、番組開始時刻から出演するようになったほか、小菅の後任のニュースキャスターとして米澤かおりが加入。
2022年3月29日をもって、後呂有紗が番組を卒業し、再度一部キャスターの交替が実施された。また、番組テーマソングがケツメイシ「One Step」へ変更された。
2022年9月30日をもって、2012年10月から約10年間にわたり出演してきた内田敦子が番組を卒業、後任として後藤楽々が加入。また10月からの金曜日のメインキャスターとして同年入社の浦野モモが加入したが、翌年1月より『ヒルナンデス!』のアシスタントを務めるため、12月23日で番組を卒業。
2023年4月改編では、月曜から水曜の気象担当として大久保沙織が加入。2018年4月から5日間通して出演していた中西希が木曜・金曜担当となった。

## 出演者
| 月曜日               | 火曜日               | 水曜日                   | 木曜日                 | 金曜日                 |
| メインキャスター     | メインキャスター     | メインキャスター         | メインキャスター       | メインキャスター       |
| -------------------- | -------------------- | ------------------------ | ---------------------- | ---------------------- |
| 安村直樹             | 安村直樹             | 直川貴博                 | 河出奈都美             | 河出奈都美             |
| ニュース担当         |                      |                          |                        |                        |
| 米澤かおり           |                      |                          |                        |                        |
| 曜日キャスター       |                      |                          |                        |                        |
| 並木雲楓             | 林田美学             | 山本里咲                 | 伊藤大海               | 伊藤遼                 |
| 気象情報             |                      |                          |                        |                        |
| 中西希（気象予報士） | 中西希（気象予報士） | 大久保沙織（気象予報士） | 井澤咲乃（気象予報士） | 井澤咲乃（気象予報士） |
| ねこ団長             |                      |                          |                        |                        |
| カルチャー担当       |                      |                          |                        |                        |
| 刈川くるみ           | 刈川くるみ           | 田﨑さくら               | 田﨑さくら             | 田﨑さくら             |

### 番組マスコット
マスコットとして天気予報のコーナーでは黄色い体をした「そらジロー」と黒い体をした「くもジロー」が登場する。第1部5時台および第2部において、そらジローの着ぐるみが登場する。2013年7月2日以降はピンク色の体をした「ぽつリン」が追加され、『月〜水・金曜日にそらジロー、木曜日のみくもジロー』と、『週通してぽつリン』と週交代で着ぐるみが5時から登場するようになった。なお、アニメーションは4時当初から登場している。
また新元号『令和』の初日、2019年5月1日からはフルCGになったそらジローが登場している。
5時からはそらジロー達とは別に、丸い頭に「Oha!4」の文字で顔を形成し（口にあたる4の数字が左右反転している）、胴体のないマントと腕だけのキャラクターも登場している。正式名称ではないが、通称「おはよんマン」とのこと。
かつては「オハナ」という鳥を模した番組独自のキャラクターも存在していたが、2011年10月頃からは登場しなくなった。

## 歴代の出演者
メインキャスター
●以外は日本テレビアナウンサー。（当時、以下同じ）
○は男性アナウンサー。
| 期間      | 期間       | 月           | 火           | 水           | 木         | 金         |
| --------- | ---------- | ------------ | ------------ | ------------ | ---------- | ---------- |
| 2006.4.3  | 2007.3.30  | 山本舞衣子   | 山本舞衣子   | 脊山麻理子   | 脊山麻理子 | 山本舞衣子 |
| 2007.4.2  | 2008.3.28  | 松尾英里子   | 松尾英里子   | 松尾英里子   | 脊山麻理子 | 脊山麻理子 |
| 2008.3.31 | 2009.9.25  | 古閑陽子     | 古閑陽子     | 脊山麻理子   | 脊山麻理子 | 脊山麻理子 |
| 2009.9.28 | 2010.3.26  | 古閑陽子     | 古閑陽子     | 小熊美香     | 小熊美香   | 小熊美香   |
| 2010.3.29 | 2010.10.29 | 上田まりえ   | 上田まりえ   | 宮崎宣子     | 宮崎宣子   | 宮崎宣子   |
| 2010.11.1 | 2011.9.30  | 上田まりえ   | 上田まりえ   | 坂木萌子●    | 坂木萌子●  | 坂木萌子●  |
| 2011.10.3 | 2013.9.27  | （不在）     | （不在）     | （不在）     | （不在）   | （不在）   |
| 2013.9.30 | 2015.12.28 | 中田有紀●    | 中田有紀●    | 中田有紀●    | 中田有紀●  | 中田有紀●  |
| 2016.1.4  | 2016.4.1   | 畑下由佳     | 畑下由佳     | （不在）     | 後藤晴菜   | 後藤晴菜   |
| 2016.4.4  | 2017.2.17  | 畑下由佳     | 畑下由佳     | 畑下由佳     | 後藤晴菜   | 後藤晴菜   |
| 2017.2.20 | 2017.3.31  | 小菅晴香●    | 小菅晴香●    | 小菅晴香●    | 後藤晴菜   | 後藤晴菜   |
| 2017.4.3  | 2017.9.29  | 笹崎里菜     | 笹崎里菜     | 滝菜月       | 後藤晴菜   | 後藤晴菜   |
| 2017.10.2 | 2018.3.30  | 郡司恭子     | 郡司恭子     | 笹崎里菜     | 笹崎里菜   | 後藤晴菜   |
| 2018.4.2  | 2019.9.27  | 郡司恭子     | 郡司恭子     | 笹崎里菜     | 笹崎里菜   | 佐藤梨那   |
| 2019.9.30 | 2020.3.27  | 笹崎里菜     | 郡司恭子     | 市來玲奈     | 後呂有紗   | 岩田絵里奈 |
| 2020.3.30 | 2020.9.18  | 杉原凜       | 郡司恭子     | 市來玲奈     | 後呂有紗   | 岩田絵里奈 |
| 2020.9.28 | 2021.3.26  | 忽滑谷こころ | 佐藤梨那     | 後呂有紗     | 杉原凜     | 岩田絵里奈 |
| 2021.3.29 | 2021.10.1  | 佐藤真知子   | 忽滑谷こころ | 後呂有紗     | 佐藤梨那   | 杉原凜     |
| 2021.10.4 | 2022.4.1   | 佐藤真知子   | 後呂有紗     | 忽滑谷こころ | 佐藤梨那   | 杉原凜     |
| 2022.4.4  | 2022.9.30  | 佐藤真知子   | 小髙茉緒     | 忽滑谷こころ | 佐藤梨那   | 杉原凜     |
| 2022.10.3 | 2022.12.23 | 佐藤真知子   | 忽滑谷こころ | 小髙茉緒     | 杉原凜     | 浦野モモ   |
| 2023.1.4  | 2023.3.31  | 佐藤真知子   | 忽滑谷こころ | 小髙茉緒     | 杉原凜     | 河出奈都美 |
| 2023.4.3  | 2023.6.2   | 佐藤真知子   | 忽滑谷こころ | 小髙茉緒     | 石川みなみ | 河出奈都美 |
| 2023.6.5  | 2023.9.29  | 佐藤真知子   | 忽滑谷こころ | 林田美学     | 石川みなみ | 河出奈都美 |
| 2023.10.2 | 2024.9.27  | 佐藤真知子   | 林田美学     | 忽滑谷こころ | 石川みなみ | 河出奈都美 |
| 2024.9.30 | 2025.3.28  | 林田美学     | 市來玲奈     | 河出奈都美   | 石川みなみ | 佐藤真知子 |
| 2025.3.31 | 現在       | 安村直樹○    | 安村直樹○    | 直川貴博●○   | 河出奈都美 | 河出奈都美 |

ニュースキャスター
男性は全員、女性は●のみ日本テレビアナウンサー。
| 期間      | 期間           | 女性                       | 女性                       | 女性                       | 女性                       | 女性                       | 男性              | 男性           | 男性     | 男性     | 男性       |
| 期間      | 期間           | 月                         | 火                         | 水                         | 木                         | 金                         | 月                | 火             | 水       | 木       | 金         |
| --------- | -------------- | -------------------------- | -------------------------- | -------------------------- | -------------------------- | -------------------------- | ----------------- | -------------- | -------- | -------- | ---------- |
| 2006.4.3  | 2011.9.30      | 中田有紀                   | 中田有紀                   | 中田有紀                   | 中田有紀                   | 中田有紀                   | （不在）          | （不在）       | （不在） | （不在） | （不在）   |
| 2011.10.3 | 2012.3.30      | 中田有紀 鷲尾春果          | 中田有紀 鷲尾春果          | 中田有紀 鷲尾春果          | 中田有紀 鷲尾春果          | 中田有紀 鷲尾春果          | 藤田大介          | 藤田大介       | 藤田大介 | 中野謙吾 | 中野謙吾   |
| 2012.4.2  | 2012.9.28      | 中田有紀 鷲尾春果          | 中田有紀 鷲尾春果          | 中田有紀 鷲尾春果          | 中田有紀 鷲尾春果          | 中田有紀 鷲尾春果          | 中野謙吾          | 中野謙吾       | 青木源太 | 青木源太 | 青木源太   |
| 2012.10.1 | 2013.2.1       | 中田有紀 内田敦子 鷲尾春果 | 中田有紀 内田敦子 鷲尾春果 | 中田有紀 内田敦子 鷲尾春果 | 中田有紀 内田敦子 鷲尾春果 | 中田有紀 内田敦子 鷲尾春果 | 中野謙吾          | 中野謙吾       | 青木源太 | 青木源太 | 佐藤義朗   |
| 2013.2.4  | 2013.3.1       | 中田有紀 内田敦子 鷲尾春果 | 中田有紀 内田敦子 鷲尾春果 | 中田有紀 内田敦子 鷲尾春果 | 中田有紀 内田敦子 鷲尾春果 | 中田有紀 内田敦子 鷲尾春果 | 中野謙吾          | 中野謙吾       | 青木源太 | 安藤翔   | 佐藤義朗   |
| 2013.3.4  | 2013.3.29      | 中田有紀 内田敦子 鷲尾春果 | 中田有紀 内田敦子 鷲尾春果 | 中田有紀 内田敦子 鷲尾春果 | 中田有紀 内田敦子 鷲尾春果 | 中田有紀 内田敦子 鷲尾春果 | 中野謙吾          | 中野謙吾       | 青木源太 | 青木源太 | 佐藤義朗   |
| 2013.4.1  | 2013.9.27      | 中田有紀 内田敦子          | 中田有紀 内田敦子          | 中田有紀 内田敦子          | 中田有紀 内田敦子          | 中田有紀 内田敦子          | 中野謙吾          | 藤田大介       | 青木源太 | 辻岡義堂 | 佐藤義朗   |
| 2013.9.30 | 2013.12.27     | 中田有紀 内田敦子          | 中田有紀 内田敦子          | 中田有紀 内田敦子          | 中田有紀 内田敦子          | 中田有紀 内田敦子          | 安村直樹          | 中野謙吾       | 青木源太 | 辻岡義堂 | 佐藤義朗   |
| 2014.1.6  | 2014.3.28      | 中田有紀                   | 中田有紀                   | 中田有紀                   | 中田有紀                   | 中田有紀                   | 安村直樹          | 中野謙吾       | 青木源太 | 辻岡義堂 | 佐藤義朗   |
| 2014.3.31 | 2015.3.27      | 中田有紀 吉竹史            | 中田有紀 吉竹史            | 中田有紀 千北英倫子        | 中田有紀 千北英倫子        | 中田有紀 千北英倫子        | 辻岡義堂          | 中野謙吾       | 佐藤義朗 | 青木源太 | 安村直樹   |
| 2015.3.30 | 2015.10.2      | 中田有紀 吉竹史            | 中田有紀 吉竹史            | 中田有紀 本多小百合        | 中田有紀 本多小百合        | 中田有紀 畑下由佳●         | 辻岡義堂          | 安村直樹       | 佐藤義朗 | 青木源太 | 中野謙吾   |
| 2015.10.5 | 2015.12.28     | 中田有紀 吉竹史            | 中田有紀 吉竹史            | 中田有紀 本多小百合        | 中田有紀 本多小百合        | 中田有紀 畑下由佳●         | 辻岡義堂          | 佐藤義朗       | 安藤翔   | 中野謙吾 | 安村直樹   |
| 2016.1.4  | 2016.4.1       | 吉竹史                     | 吉竹史                     | 本多小百合                 | 本多小百合                 | 本多小百合                 | 辻岡義堂          | 佐藤義朗       | 安藤翔   | 中野謙吾 | 安村直樹   |
| 2016.4.4  | 2016.9.30      | 小菅晴香                   | 小菅晴香                   | 小菅晴香                   | 小菅晴香                   | 小菅晴香                   | 辻岡義堂          | 佐藤義朗       | 安藤翔   | 中野謙吾 | 安村直樹   |
| 2016.10.3 | 2017.2.17      | 小菅晴香                   | 小菅晴香                   | 小菅晴香                   | 小菅晴香                   | 小菅晴香                   | 辻岡義堂          | 佐藤義朗       | 安藤翔   | 山本健太 | 安村直樹   |
| 2017.2.20 | 2017.3.31      | 笹崎里菜●                  | 笹崎里菜●                  | 滝菜月●                    | 小菅晴香                   | 小菅晴香                   | 辻岡義堂          | 佐藤義朗       | 安藤翔   | 山本健太 | 安村直樹   |
| 2017.4.3  | 2017.9.29      | 小菅晴香                   | 小菅晴香                   | 小菅晴香                   | 小菅晴香                   | 小菅晴香                   | 辻岡義堂          | 佐藤義朗       | 安藤翔   | 山本健太 | 安村直樹   |
| 2017.10.2 | 2018.9.28      | 小菅晴香                   | 小菅晴香                   | 小菅晴香                   | 小菅晴香                   | 小菅晴香                   | 辻岡義堂          | 安藤翔         | 川畑一志 | 山本健太 | 安村直樹   |
| 2018.10.1 | 2019.3.29      | 小菅晴香                   | 小菅晴香                   | 小菅晴香                   | 小菅晴香                   | 小菅晴香                   | 安藤翔            | 山本健太       | 川畑一志 | 伊藤大海 | 安村直樹   |
| 2019.4.1  | 2019.9.27      | 小菅晴香                   | 小菅晴香                   | 小菅晴香                   | 小菅晴香                   | 小菅晴香                   | 安藤翔            | 山本健太       | 伊藤大海 | 川畑一志 | 山﨑誠     |
| 2019.9.30 | 2020.3.27      | 小菅晴香                   | 小菅晴香                   | 小菅晴香                   | 小菅晴香                   | 小菅晴香                   | 伊藤大海          | 大町怜央       | 川畑一志 | 山﨑誠   | 山本健太   |
| 2020.3.30 | 2020.9.18      | 小菅晴香                   | 小菅晴香                   | 小菅晴香                   | 小菅晴香                   | 小菅晴香                   | 川畑一志          | 大町怜央       | 伊藤大海 | 山﨑誠   | 山本健太   |
| 2020.9.28 | 2021.3.26      | 小菅晴香                   | 小菅晴香                   | 小菅晴香                   | 小菅晴香                   | 小菅晴香                   | 山本健太 伊藤大海 | 北脇太基       | 北脇太基 | 田辺大智 | 田辺大智   |
| 2021.3.29 | 2021.10.1      | 米澤かおり                 | 米澤かおり                 | 米澤かおり                 | 米澤かおり                 | 米澤かおり                 | 北脇太基          | 伊藤大海       | 田辺大智 | 梅澤廉   | 伊藤遼     |
| 2021.10.4 | 2022.4.1       | 米澤かおり                 | 米澤かおり                 | 米澤かおり                 | 米澤かおり                 | 米澤かおり                 | 澁谷善ヘイゼル    | 澁谷善ヘイゼル | 弘竜太郎 | 北脇太基 | 田辺大智   |
| 2022.4.4  | 2022.9.30      | 米澤かおり                 | 米澤かおり                 | 米澤かおり                 | 米澤かおり                 | 米澤かおり                 | 澁谷善ヘイゼル    | 中野謙吾       | 弘竜太郎 | 田辺大智 | 田辺研一郎 |
| 2022.10.3 | 2023.3.31      | 米澤かおり                 | 米澤かおり                 | 米澤かおり                 | 米澤かおり                 | 米澤かおり                 | 澁谷善ヘイゼル    | 弘竜太郎       | 中野謙吾 | 田辺大智 | 田辺研一郎 |
| 2023.4.3  | 2023.9.29      | 米澤かおり                 | 米澤かおり                 | 米澤かおり                 | 米澤かおり                 | 米澤かおり                 | 弘竜太郎          | 大町怜央       | 中野謙吾 | 伊藤大海 | ラルフ鈴木 |
| 2023.10.2 | 2024.3.29      | 米澤かおり                 | 米澤かおり                 | 米澤かおり                 | 米澤かおり                 | 米澤かおり                 | 弘竜太郎          | 中野謙吾       | 大町怜央 | 伊藤大海 | ラルフ鈴木 |
| 2024.4.1  | 2024.9.27      | 米澤かおり                 | 米澤かおり                 | 米澤かおり                 | 米澤かおり                 | 米澤かおり                 | 弘竜太郎          | 中野謙吾       | 町田浩徳 | 伊藤大海 | ラルフ鈴木 |
| 2024.9.30 | 2025.3.28      | 米澤かおり                 | 米澤かおり                 | 米澤かおり                 | 米澤かおり                 | 米澤かおり                 | ラルフ鈴木        | 中野謙吾       | 町田浩徳 | 伊藤大海 | 伊藤遼     |
| 2025.3.31 | 2025.8＜予定＞ | 米澤かおり 並木雲楓●       | 米澤かおり 林田美学●       | 米澤かおり 山本里咲●       | 米澤かおり                 | 米澤かおり                 | （不在）          | （不在）       | （不在） | 伊藤大海 | 伊藤遼     |

スポーツ・エンタメキャスター
●は日本テレビアナウンサー。
| 期間      | 期間       | スポーツ           | スポーツ           | スポーツ           | スポーツ           | スポーツ           | エンタメ           | エンタメ           | エンタメ           | エンタメ           | エンタメ           |
| 期間      | 期間       | 月                 | 火                 | 水                 | 木                 | 金                 | 月                 | 火                 | 水                 | 木                 | 金                 |
| --------- | ---------- | ------------------ | ------------------ | ------------------ | ------------------ | ------------------ | ------------------ | ------------------ | ------------------ | ------------------ | ------------------ |
| 2006.4.3  | 2011.3.31  | （不在）           | （不在）           | （不在）           | （不在）           | （不在）           | （不在）           | （不在）           | （不在）           | （不在）           | （不在）           |
| 2011.4.1  | 2011.9.30  | 鷲尾春果 新谷保志● | 鷲尾春果 中野謙吾● | 鷲尾春果 中野謙吾● | 鷲尾春果 藤田大介● | 鷲尾春果 藤田大介● | 鷲尾春果 新谷保志● | 鷲尾春果 中野謙吾● | 鷲尾春果 中野謙吾● | 鷲尾春果 藤田大介● | 鷲尾春果 藤田大介● |
| 2011.10.3 | 2012.9.28  | 廣田遥             | 廣田遥             | [ 注釈 15 ]        | 青木愛             | 青木愛             | （不在）           | （不在）           | （不在）           | （不在）           | （不在）           |
| 2012.10.1 | 2013.3.29  | （不在）           | （不在）           | （不在）           | （不在）           | （不在）           | （不在）           | （不在）           | （不在）           | （不在）           | （不在）           |
| 2013.4.1  | 2013.12.27 | 加藤多佳子         | 加藤多佳子         | 加藤多佳子         | 加藤多佳子         | 加藤多佳子         | 新井恵理那         | 新井恵理那         | 新井恵理那         | 新井恵理那         | 新井恵理那         |
| 2014.1.6  | 2015.7.31  | 加藤多佳子         | 加藤多佳子         | 加藤多佳子         | 加藤多佳子         | 加藤多佳子         | 内田敦子           | 内田敦子           | 内田敦子           | 内田敦子           | 内田敦子           |
| 2015.8.3  | 2015.10.2  | 加藤多佳子         | 加藤多佳子         | 加藤多佳子         | 加藤多佳子         | 加藤多佳子         | 玉木碧             | 玉木碧             | 玉木碧             | 玉木碧             | 玉木碧             |
| 2015.10.5 | 2016.4.1   | 加藤多佳子         | 加藤多佳子         | 加藤多佳子         | 加藤多佳子         | 加藤多佳子         | 玉木碧             | 玉木碧             | 玉木碧             | 内田敦子           | 内田敦子           |
| 2016.4.4  | 2017.3.31  | 加藤多佳子         | 加藤多佳子         | 加藤多佳子         | 加藤多佳子         | 加藤多佳子         | 内田敦子           | 内田敦子           | 内田敦子           | 内田敦子           | 内田敦子           |
| 2017.4.3  | 2020.9.18  | 中川絵美里         | 中川絵美里         | 中川絵美里         | 中川絵美里         | 中川絵美里         | 内田敦子           | 内田敦子           | 内田敦子           | 内田敦子           | 内田敦子           |
| 2020.9.28 | 2021.3.26  | 内田敦子           | 内田敦子           | 中川絵美里         | 中川絵美里         | 中川絵美里         | 内田敦子           | 内田敦子           | 中川絵美里         | 中川絵美里         | 中川絵美里         |
| 2021.3.29 | 2022.9.30  | （不在）           | （不在）           | （不在）           | （不在）           | （不在）           | 内田敦子           | 内田敦子           | 内田敦子           | 内田敦子           | 内田敦子           |
| 2022.10.3 | 2025.3.28  | （不在）           | （不在）           | （不在）           | （不在）           | （不在）           | 後藤楽々           | 後藤楽々           | 後藤楽々           | 後藤楽々           | 後藤楽々           |
| 2025.3.31 | 現在       | （不在）           | （不在）           | （不在）           | （不在）           | （不在）           | 刈川くるみ         | 刈川くるみ         | 田﨑さくら         | 田﨑さくら         | 田﨑さくら         |

天気キャスター
○は気象予報士。
| 期間      | 期間      | 月                 | 火                 | 水                 | 木                 | 金                 |
| --------- | --------- | ------------------ | ------------------ | ------------------ | ------------------ | ------------------ |
| 2006.4.3  | 2006.9.29 | 藤森涼子○          | 藤森涼子○          | 中嶋美年子         | 中嶋美年子         | 中嶋美年子         |
| 2006.10.2 | 2008.3.28 | 松岡洋子           | 松岡洋子           | 松岡洋子           | 松岡洋子           | 松岡洋子           |
| 2008.3.31 | 2011.9.30 | 掛貝梨紗           | 掛貝梨紗           | 掛貝梨紗           | 掛貝梨紗           | 掛貝梨紗           |
| 2011.10.3 | 2013.3.29 | 掛貝梨紗 平井史生○ | 掛貝梨紗 杉江勇次○ | 掛貝梨紗 杉江勇次○ | 掛貝梨紗 平井史生○ | 掛貝梨紗 平井史生○ |
| 2013.4.1  | 2016.4.1  | 酒井千佳○          | 酒井千佳○          | 酒井千佳○          | 酒井千佳○          | 酒井千佳○          |
| 2016.4.4  | 2018.3.30 | 榊菜美○            | 榊菜美○            | 榊菜美○            | 榊菜美○            | 榊菜美○            |
| 2018.4.2  | 2023.3.31 | 中西希○            | 中西希○            | 中西希○            | 中西希○            | 中西希○            |
| 2023.4.3  | 2025.3.28 | 大久保沙織○        | 大久保沙織○        | 大久保沙織○        | 中西希○            | 中西希○            |
| 2025.3.31 | 現在      | 中西希○            | 中西希○            | 大久保沙織○        | 井澤咲乃○          | 井澤咲乃○          |

海外情報担当キャスター（現在は廃止）
開始当初は『ニュース朝いち430』から引き続いて日本テレビニューヨーク支局との中継コーナーがあったほか、海外支局のキャスターによる現地リポートコーナーがあった。2007年以降はコーナーとしては事実上の廃止となり、海外支局からのリポートはニュース内で不定期で取り扱う。
当時の主な出演者
- ニューヨーク支局
  - 孤野由久・寺岡貴光・高田紀明・小林史
- ワシントン支局
  - 星真理子
- パリ支局
  - 矢島亜希子
- ロンドン支局
  - 伊佐治健・桂知子

MONOトレジャーリポーター（現在は廃止。日テレNEWS24『デイリープラネット』のコーナーの再放送）
- 武岡智子（日テレNEWS24キャスター。VTRのみの出演）
- 塚田文（日テレNEWS24キャスター、フリー・元山口放送アナウンサー。VTRのみの出演）

Oha!4 JD→アシスタント（2013年3月29日で廃止）
| 期間       | 期間       | 月曜日     | 火曜日     | 水曜日     | 木曜日     | 金曜日     |
| ---------- | ---------- | ---------- | ---------- | ---------- | ---------- | ---------- |
| 2006.4.3   | 2006.8.11  | （不在）   | 平松千花   | 宗京裕美子 | 松澤千晶   | 中村亜裕美 |
| 2006.8.14  | 2006.10.27 | 小谷静香   | 平松千花   | 宗京裕美子 | 松澤千晶   | 中村亜裕美 |
| 2006.10.30 | 2006.12.28 | （不在）   | 平松千花   | 中村亜裕美 | 松澤千晶   | 宗京裕美子 |
| 2007.1.5   | 2007.3.30  | 野口恵     | 平松千花   | 繭山明日夏 | 後藤優佳   | 宗京裕美子 |
| 2007.4.2   | 2007.6.29  | 野口恵     | 宗京裕美子 | 中村萌子   | 繭山明日夏 | 平松千花   |
| 2007.7.2   | 2007.7.6   | 野口恵     | 宗京裕美子 | 中村萌子   | 繭山明日夏 | （不在）   |
| 2007.7.9   | 2007.7.27  | 野口恵     | 宗京裕美子 | 中村萌子   | 繭山明日夏 | 堰八紗也佳 |
| 2007.7.30  | 2007.8.3   | 野口恵     | 宗京裕美子 | 中村萌子   | 繭山明日夏 | （不在）   |
| 2007.8.6   | 2007.11.23 | 中村萌子   | 渡辺理奈恵 | 野口恵     | 繭山明日夏 | 水野裕美   |
| 2007.11.26 | 2007.12.27 | 中村萌子   | 渡辺理奈恵 | 野口恵     | （不在）   | 水野裕美   |
| 2008.1.2   | 2008.1.4   | 中村萌子   | 渡辺理奈恵 | 野口恵     | （不在）   | 水野裕美   |
| 2008.1.7   | 2008.3.28  | 伊良部明美 | 渡辺理奈恵 | 中村萌子   | 網野真弓   | 佐々木瞳   |
| 2008.3.31  | 2008.8.29  | 伊良部明美 | 渡辺理奈恵 | 菅緑       | 網野真弓   | 佐々木瞳   |
| 2008.9.1   | 2009.2.27  | 伊良部明美 | 菅緑       | 佐々木瞳   | 網野真弓   | 渡辺真希子 |
| 2009.3.2   | 2009.3.27  | 伊良部明美 | 菅緑       | 大平真理子 | 網野真弓   | 渡辺真希子 |
| 2009.3.30  | 2010.1.29  | 大平真理子 | 竹田有里   | 渡辺真希子 | 坪井安奈   | 網野真弓   |
| 2010.2.1   | 2010.10.29 | 浮津彩     | 竹田有里   | 上村波留香 | 斎藤夏海   | 坪井安奈   |
| 2010.11.1  | 2010.11.26 | 浮津彩     | 飯倉寛子   | 上村波留香 | 斎藤夏海   | 坪井安奈   |
| 2010.11.29 | 2011.3.25  | 浮津彩     | 飯倉寛子   | 上村波留香 | 唯木郁江   | 坪井安奈   |
| 2011.3.28  | 2011.4.8   | 浮津彩     | 飯倉寛子   | 上村波留香 | 唯木郁江   | （不在）   |
| 2011.4.11  | 2011.12.28 | 浮津彩     | 飯倉寛子   | 上村波留香 | 唯木郁江   | 渋佐和佳奈 |
| 2012.1.4   | 2012.8.31  | 小泉もも   | 大重麻衣   | 増井渚     | 石田いつか | 小原有加   |
| 2012.9.3   | 2012.9.28  | （不在）   | 大重麻衣   | 増井渚     | 石田いつか | 小原有加   |
| 2012.10.1  | 2013.3.29  | 増田美香   | 野田花代   | 佐藤メリサ | 坂本千香子 | 松井くらら |

## テーマ曲
| 期間                          | 4時台                                | 5時台                                |
| ----------------------------- | ------------------------------------ | ------------------------------------ |
| 2006年4月3日 - 2012年9月28日  | 作曲：洞澤徹                         | 作曲：洞澤徹                         |
| 2012年10月1日 - 2013年3月29日 | 「Morning Rainbow」 （ナオケストラ） | 「Morning Rainbow」 （ナオケストラ） |
| 2013年4月1日 - 2015年12月28日 | 「Morning Rainbow」 （ナオケストラ） | 作曲：中西裕之                       |
| 2016年1月4日 - 2016年4月1日   | 作曲：西口悠二                       | 作曲：西口悠二                       |
| 2016年4月4日 - 2019年9月27日  | 作曲：西口悠二                       | 作曲：西口悠二                       |
| 2019年9月30日 - 2021年3月26日 |                                      |                                      |
| 2021年3月29日 - 2022年4月1日  | HY「North Forest」                   | HY「North Forest」                   |
| 2022年4月4日 - 2024年3月29日  | ケツメイシ 「One step」              | ケツメイシ 「One step」              |
| 2024年4月1日 - 現在           | 高橋優 「現下の喝采」                | 高橋優 「現下の喝采」                |

## ネット局
- 下記の通り、本番組は全編ローカルセールス枠のため、日本テレビ以外の通常時第1部もしくは第2部の一部時間帯が変更になる場合がある。
- 日本テレビ以外の地上波系列局において、メンテナンス等により未明から早朝にかけての放送を休止する場合、第2部のみ通常通り◯（一部系列局では当番組のみ通常通り◯となる場合もある）となるが、それが長時間にわたる場合等はごくまれに第2部を臨時に×に変更することがある。
- また、日本テレビ以外の局では、非常事態等発生時や特別編成実施時、衆議院・参議院選挙開票時期を中心に臨時に第1部・第2部を臨時にネットする場合がある[37]。
- 上記メンテナンスでの休止以外に、臨時で自社制作番組（収録番組）や他系列の別番組へ差し替えたり、大雨・台風発生時に自社制作の報道特別番組に差し替えることがある。
- 日本テレビの編成の都合により『Oha!4』の開始時刻が繰り下げとなる場合[注釈 35]、日テレNEWS24では『Pre-Dawn Update』の放送時間を拡大して対応する（下記のケースの一部を除く）。日本テレビでメンテナンスが行われる日や4:30以降にスポーツ中継[注釈 36] および第2期における関東地区対象の政見放送等が組まれた場合が該当。第1期における関東地区対象の政見放送時には『Oha!4』の本放送の終了時刻を繰り上げる。
- ネット状況について
  - ◯…フルネット
  - △…一部時間帯のみネット（第1部は5:00飛び降り）
  - ▲…一部時間帯のみネット（第1部は5:00飛び乗り、第2部は一部コーナーのみ放送）
  - ×…非ネット

2025年3月31日現在。
| 放送対象地域  | 放送局                    | 系列                          | 放送時間                      | 放送時間                      | 備考 |
| 放送対象地域  | 放送局                    | 系列                          | 第1部 月曜 - 金曜 4:30 - 5:20 | 第2部 月曜 - 金曜 5:20 - 5:50 | 備考 |
| ------------- | ------------------------- | ----------------------------- | ----------------------------- | ----------------------------- | --- |
| 関東広域圏    | 日本テレビ（NTV）         | 日本テレビ系列                | ○                             | ◯                             | 【共同制作局】 |
| 新潟県        | テレビ新潟（TeNY）        | 日本テレビ系列                | ○                             | ◯                             | - 2025年3月24日より第1部を◯に変更。同日以前にもフィラーとしてフルネットまたは部分ネットした実績がある。同月21日までは×。 |
| 静岡県        | 静岡第一テレビ（SDT）     | 日本テレビ系列                | ○                             | ◯                             | |
| 山梨県        | 山梨放送（YBS）           | 日本テレビ系列                | ▲                             | ◯                             | - 2025年2月3日より第1部を▲に変更。同年1月31日までの第1部は×。 |
| 中京広域圏    | 中京テレビ（CTV）         | 日本テレビ系列                | ▲                             | ◯                             | |
| 鳥取県 島根県 | 日本海テレビ（NKT）       | 日本テレビ系列                | ▲                             | ◯                             | |
| 広島県        | 広島テレビ（HTV）         | 日本テレビ系列                | ▲                             | ◯                             | |
| 愛媛県        | 南海放送（RNB）           | 日本テレビ系列                | ▲                             | ◯                             | |
| 鹿児島県      | 鹿児島読売テレビ（KYT）   | 日本テレビ系列                | 月曜…▲火曜 - 金曜…×           | ◯                             | - 火曜 - 金曜の第1部5時台の時間帯は自社制作番組『見逃しevery.かごしま』（5:00 - 5:20）を放送。 |
| 青森県        | 青森放送（RAB）           | 日本テレビ系列                | ×                             | ◯                             | - 2022年2月9日・10日は『FIFAクラブワールドカップ2021準決勝』の中継放送（1:09 - 3:30）が最大4:40まで延長する可能性があったため、そのクッション対応として第1部を臨時に◯に変更。                                                                                              |
| 岩手県        | テレビ岩手（TVI）         | 日本テレビ系列                | ×                             | ◯                             | |
| 宮城県        | ミヤギテレビ（MMT）       | 日本テレビ系列                | ×                             | ◯                             | |
| 秋田県        | 秋田放送（ABS）           | 日本テレビ系列                | ×                             | ◯                             | |
| 山形県        | 山形放送（YBC）           | 日本テレビ系列                | ×                             | ◯                             | |
| 福島県        | 福島中央テレビ（FCT）     | 日本テレビ系列                | ×                             | ◯                             | |
| 長野県        | テレビ信州（TSB）         | 日本テレビ系列                | ×                             | ◯                             | |
| 富山県        | 北日本放送（KNB）         | 日本テレビ系列                | ×                             | ◯                             | |
| 石川県        | テレビ金沢（KTK）         | 日本テレビ系列                | ×                             | ◯                             | |
| 福井県        | 福井放送（FBC）           | 日本テレビ系列                | ×                             | ◯                             | |
| 徳島県        | 四国放送（JRT）           | 日本テレビ系列                | ×                             | ◯                             | |
| 香川県 岡山県 | 西日本放送（RNC）         | 日本テレビ系列                | ×                             | ◯                             | |
| 高知県        | 高知放送（RKC）           | 日本テレビ系列                | ×                             | ◯                             | |
| 長崎県        | 長崎国際テレビ（NIB）     | 日本テレビ系列                | ×                             | ◯                             | |
| 大分県        | テレビ大分（TOS）         | 日本テレビ系列 フジテレビ系列 | ×                             | ◯                             | - 早朝にフジテレビ系列で国際的なスポーツ中継や長時間特番が組まれた際、第2部を臨時に×に変更する場合がある。 |
| 熊本県        | くまもと県民テレビ（KKT） | 日本テレビ系列                | ◯                             | 月曜 - 木曜…◯金曜…×           | - 2025年4月より金曜の第2部の時間帯は自社制作番組『見逃しevery.くまもと』を放送のため、5:20で飛び降り。 |
| 山口県        | 山口放送（KRY）           | 日本テレビ系列                | ▲                             | ▲                             | - 飛び降り後は自社制作番組『KRYさわやかモーニング』（5:20 - 6:54）を放送し、同番組内で第2部の一部コーナーを同時ネットしている。 - 2020年4月20日 - 5月22日、2022年8月12日・15日・16日は第2部を単独番組扱いで臨時に◯に変更。また、祝日も第2部を臨時に◯に変更することがある。 |
| 福岡県        | 福岡放送（FBS）           | 日本テレビ系列                | ▲                             | ×                             | - 飛び降り後は、ローカル情報番組『バリはやッ!ZIP!』（5:20 - 6:54）を放送。 |

### 過去のネット局
| 放送対象地域 | 放送局            | 系列               | 備考 |
| ------------ | ----------------- | ------------------ | --- |
| 北海道       | 札幌テレビ（STV） | 日本テレビ系列     | - 同時間帯はローカル情報番組『どさんこワイド朝』（5:00 - 6:54）を放送。 - 第1部は、フィラー放送時代の放送開始日から2017年4月17日までは月曜は4:00 - 4:55、火曜から金曜は4:00 - 4:25にそれぞれ部分ネット。その後、インターネット配信時代の同月18日から2024年10月1日まで×に変更した上で一旦打ち切っていたが、同番組の放送時間縮小により2024年10月2日から2025年3月まで▲とした上で同時ネットを行うものの、同番組の放送時間の拡大に伴い、同年4月をもって再度×に変更。 - 2019年4月29日 - 5月3日・5月6日はゴールデンウィーク期間の祝日編成で同番組の第1部（当時の放送時間は5:00 - 6:00）が5:50 - 6:30に50分繰り下げ・短縮されたため臨時で第1部を▲、第2部を◯に各々変更。 |
| 近畿広域圏   | 読売テレビ（ytv） | 日本テレビ系列     | - 同時間帯はローカル情報番組『す・またん!』（5:08 - 7:55）を放送。 - 2021年8月30日から、ローカル情報番組『朝生ワイド す・またん!』（5:10 - 6:30、タイトルと時間は当時のもの）の放送開始時刻を40分繰り上げ・拡大される事に伴い第2部を×に変更。 - 第2部は2020年9月28日から2021年8月27日まで◯。 |
| 日本全国     | 日テレNEWS24      | CS放送             | 【共同制作局】 - 放送開始から2024年3月までは日本テレビと同様の放送時間で放送されていたが同月をもって打ち切り、日本テレビと系列局のみの放送に縮小した。 - 2017年3月31日までの放送では7:00まで本番組のリピート放送を実施していた（第1期は5:20、第2期は5:50からそれぞれ実施）。 - 日テレNEWS24のウェブサイト、Yahoo!ニュース（Yahoo! JAPAN）、読売新聞オンライン（読者会員）、Huluで行っているストリーミング配信では、本番組は配信されず別番組に差し替えられていた（同局制作・日本テレビ系列地上波28局で放送の『NNNストレイトニュース』平日版で日本テレビが飛び降りる11時45分までの部分と同様の措置）。                                                            |
| 日本全国     | BS日テレ          | BSデジタル放送     | - 第1部のみのネットで、CS再送信によるものであったが、2019年3月28日までに打ち切り。通常時は第1部4時台・第1部5時台は各々◯であったが、不定期に全面休止日（主に月曜日だったが、他曜日に充当される週もあった）や部分ネットとなる日も存在した。 |
| 日本全国     | NOTTV             | マルチメディア放送 | - BS日テレとは異なり、第1部4時台・第1部5時台・第2部（および再放送パートが存在したときは再放送も含む）のCS再送信ネット。放送していたチャンネルが変わった時期が何度かあり、プロ野球シーズンイン期間中は一時打ち切りの時期もあった。最終的に2016年6月30日に閉局のため打ち切り。 |

## Oha!6 NEWS LIVE
『Oha!6 NEWS LIVE』（おはろく ニュースライブ）は、『Oha!4 NEWS LIVE』の年末年始向けの特別版である。
『Oha!4』の第2部と同様に、日本テレビを基点に通常回線を通じたハイビジョン放送で、2007年度から2011年度まで放送された。普段は『Oha!4』第1部をフィラー扱いで放送する局も、この番組は定時番組扱いとなった（CMも各局で差し替え）。なお本番組開始に伴い、前年まで放送されていた『おはよう笑点』と『皇室日記新春スペシャル』 は終了した。
2007年度は年始の2008年始の1月2日・3日に、『箱根駅伝中継』の前座として、6:00 - 7:00に放送された。また、2009年1月3日と2010年1月2日は土曜日、2010年1月3日と2011年1月2日は日曜日にそれぞれ当たったが、本来『Oha!4』が放送されない週末にも放送された。
2011年度は年末のみの放送となり、12月29日に『ZIP!』の代替として5:50 - 8:00に放送された。それまでとは異なり、制作局の日テレNEWS24から地上波系列局への裏送りでの放送となった。これが現状、「Oha!6」としての最後の放送だった。

### 『Oha!6』出演者
| 放送日 | 放送日         | メイン       | サブ         | 天気         | JD           | 出演者                                                             | スペシャルゲスト                   |
| ------ | -------------- | ------------ | ------------ | ------------ | ------------ | ------------------------------------------------------------------ | ---------------------------------- |
| 2008年 | 1月2日（水）   | 脊山麻理子   | 中田有紀     | 松岡洋子     | 野口恵       | （配置なし）                                                       | （配置なし）                       |
| 2008年 | 1月3日（木）   | 脊山麻理子   | 中田有紀     | 松岡洋子     | 中村萌子     | （配置なし）                                                       | （配置なし）                       |
| 2009年 | 1月2日（金）   | 脊山麻理子   | 中田有紀     | 掛貝梨紗     | 網野真弓     | （配置なし）                                                       | （配置なし）                       |
| 2009年 | 1月3日（土）   | 脊山麻理子   | 中田有紀     | 掛貝梨紗     | 伊良部明美   | （配置なし）                                                       | （配置なし）                       |
| 2010年 | 1月2日(土)     | 古閑陽子     | 中田有紀     | 掛貝梨紗     | 坪井安奈     | （配置なし）                                                       | （配置なし）                       |
| 2010年 | 1月3日（日）   | 古閑陽子     | 中田有紀     | 掛貝梨紗     | 網野真弓     | （配置なし）                                                       | （配置なし）                       |
| 2011年 | 1月2日（日）   | 坂木萌子     | 中田有紀     | 掛貝梨紗     | 坪井安奈     | （配置なし）                                                       | （配置なし）                       |
| 2011年 | 1月3日（月）   | 上田まりえ   | 中田有紀     | 掛貝梨紗     | 浮津彩       | （配置なし）                                                       | （配置なし）                       |
| 2011年 | 12月29日（木） | （配置なし） | （配置なし） | （配置なし） | （配置なし） | 中田有紀・SHELLY（Oha!6スペシャルMC） 鷲尾春果・掛貝梨紗・藤田大介 | 森永卓郎・室井佑月・カンニング竹山 |

### ネット局（Oha!6）
2010年度まで、断り書きのない放送局は各年度とも1月2日・3日両日放送。また●印がついた局はレギュラーの『Oha!4』も当時フルネットされていた局（曜日限定の地域・及びフィラー扱いで放送されている局は除く）。
| 2007年度（2008年始） - 日テレNEWS24● - 日本テレビ● - 札幌テレビ - 青森放送 - テレビ岩手 - ミヤギテレビ● - 山形放送 - テレビ新潟● - テレビ信州 - 北日本放送 - テレビ金沢 - 山口放送● - 高知放送 - 福岡放送● | 2008年度（2009年始） - 日テレNEWS24● - 日本テレビ● - 札幌テレビ - 青森放送 - テレビ岩手 - ミヤギテレビ● - 山形放送 - テレビ新潟● - テレビ信州 - 北日本放送 - テレビ金沢 - 中京テレビ - 広島テレビ - 山口放送● - 四国放送（1月3日のみ） - 高知放送 - 福岡放送● - くまもと県民テレビ● | 2009年度（2010年始） - 日テレNEWS24● - 日本テレビ● - 札幌テレビ - 青森放送 - テレビ岩手 - ミヤギテレビ● - 山形放送 - テレビ新潟● - テレビ信州 - 北日本放送 - テレビ金沢 - 中京テレビ - 読売テレビ - 広島テレビ - 山口放送● - 高知放送 - 福岡放送● - くまもと県民テレビ● | 2010年度（2011年始） - 日テレNEWS24● - 日本テレビ● - 札幌テレビ - 青森放送 - テレビ岩手 - ミヤギテレビ● - 山形放送 - テレビ新潟● - テレビ信州 - 北日本放送 - テレビ金沢 - 中京テレビ（1月2日のみ） - 読売テレビ - 広島テレビ - 山口放送● - 高知放送 - 福岡放送● - くまもと県民テレビ● | 2011年度（2011年末） - 日本テレビ● - 札幌テレビ - 青森放送 - ミヤギテレビ● - 秋田放送 - 山形放送 - テレビ新潟● - テレビ信州 - 静岡第一テレビ - テレビ金沢 - 福井放送 - 読売テレビ - 広島テレビ - 山口放送 - 西日本放送● - 高知放送 - 福岡放送● - 長崎国際テレビ - くまもと県民テレビ● - テレビ大分 |

### 『Oha!6』のその後
2006年度および2012年度以降は『Oha!6』を放送しておらず、年明け最初の平日から通常放送を行い、年内最終放送日となる平日まで通常放送を行っている。
なお、2014年度・2015年度は年内最終放送日の通常回を「年末拡大スペシャル」として、第2部を6:30まで延長して放送した（再放送パートは6:30 - 7:00に短縮）。ただし、通常時に第2部を非ネットとしている局の一部または全部が第2部を臨時フルネットする一方で、通常時の第2部のフルネット局の一部で第2部を非ネットとするなど、通常時のネット局構成とは一部異なる。また、第1部も通常時とは対応が異なる。この日の第1部を地上波でフルネットとする局全局で全編通して通常回線での放送（ハイビジョン画質）とし、部分ネット局では全局フィラー扱いでの放送とした上で通常時と同じくCS再送信ネットとする。出演者は当該放送日のメンバーに加え、他曜日出演の女性キャスター陣・小栗泉（日本テレビ報道局）・ももいろクローバーZも登場した。
2016年度は年内の最後の3日間（12月27日 - 29日）の放送が短縮版となり、第1部は5:00からの放送となる（第2部並びに再放送パートは通常通り）。なお、制作局においてはこの期間、前座番組『さきがけニュース』を5:00まで延長放送とし、日本テレビでも深夜番組を5:00まで編成した。

## Oha!選挙 NEWS LIVE
2010年7月11日に投開票された第22回参議院議員通常選挙の選挙特別番組。通称『おはせん』。当日19:58 - 12日2:00に放送された『ZERO×選挙2010』に続けて、12日 2:00 - 5:20 に放送された。
なお、2012年12月16日に投開票された第46回衆議院議員総選挙時には、『ZERO×選挙2012』が翌17日4:00まで放送されたため、17日には通常の『Oha!4』を"総選挙スペシャル"として、選挙関連のニュースを中心に放送し、出演者には通常のメンバーに小栗泉（日本テレビ報道局）・青木源太（所定担当曜日ではなかったが出演。）も加わった。第1部について、ネット時間を変更したり、臨時ネットする局が一部あった（いずれもCS再送信ネット）。また、日テレNEWS24では再放送パートを8:00まで延長した。
2013年7月21日に投開票された第23回参議院議員通常選挙時には、前回の参議院議員通常選挙時とは異なり、日テレNEWS24（CS）では21日19:57 - 22日4:00 に、日本テレビでは『ZERO×選挙2013』終了後の22日2:00 - 3:59に、それぞれ『参院選全部見せます!開票速報24』（日テレNEWS24（CS）制作）を放送後、22日放送分の『Oha!4』が通常放送された。ただし、放送内容は通常とは異なり、参院選関連のニュースを中心に放送し、出演者には通常のメンバーに小栗泉も加わった。なお、この日の『Oha!4』第1部について、ネット時間を変更したり、臨時ネットする局が一部あった。なお、一部系列局では日本テレビ同様『Oha!4』第1部も通常回線によるネットを臨時に行ったため、この日に限り、日本テレビ以外の系列局に通常回線によるネット局とCS再送信ネット局が混在した。。
2014年12月14日に投開票された第47回衆議院議員総選挙時には、前回の衆議院議員総選挙時とは一部異なり、日テレNEWS24（CS）では14日21:00 - 15日4:00 に、日本テレビでは『ZERO×選挙2014』終了後の15日2:00 - 3:58に、それぞれ『日テレNEWS24 全部見せます! 衆院選スペシャル』（日テレNEWS24（CS）制作）を放送後、15日放送分の『Oha!4』が通常放送された。ただし、放送内容は通常とは異なり、衆院選関連のニュースを中心に放送された。なお、この日の『Oha!4』第1部について、ネット時間を変更したり、臨時ネットする局が一部ある。また、日テレNEWS24では再放送パートを8:00まで延長した。
出演者
- 中田有紀・上田まりえ（日本テレビアナウンサー）・藤田大介（日本テレビアナウンサー）・掛貝梨紗・渡部真希子（JD）

### ネット局（Oha!選挙）
○印は当該パートがフルネットであることを示す。第2部の●印はフルネットかつレギュラーの『Oha!4』も当時定時放送としてフルネットされていた局（曜日限定の地域・及びフィラー扱いで放送されている局は除く。）を示す。日本テレビ以外の地上波系列局およびBS日テレでは日テレNEWS24の再送信ネット。
| 放送対象地域   | 放送局                  | 第1部 2:00 - 4:00 | 第2部 4:00 - 5:20                            |
| -------------- | ----------------------- | ----------------- | -------------------------------------------- |
| 日本全国       | 日テレNEWS24(CS) 制作局 | ○                 | ● ※5:20 - 7:00にリピートパートも放送。       |
| 関東広域圏     | 日本テレビ              | ○                 | ●                                            |
| 日本全国       | BS日テレ                | ○                 | ● ※5:20 - 5:30にリピートパート10分版も放送。 |
| 北海道         | 札幌テレビ              | ○                 | 4:00 - 4:53                                  |
| 青森県         | 青森放送                | ○                 | 4:00 - 4:42                                  |
| 岩手県         | テレビ岩手              | ○                 | 4:00 - 4:19                                  |
| 宮城県         | ミヤギテレビ            | ○                 | ●                                            |
| 秋田県         | 秋田放送                | ○                 | 4:00 - 4:45                                  |
| 山形県         | 山形放送                | ○                 | ○                                            |
| 福島県         | 福島中央テレビ          | 3:30 - 4:00       | 4:58 - 5:20                                  |
| 山梨県         | 山梨放送                | 2:30 - 4:00       | 4:00 - 4:50                                  |
| 新潟県         | テレビ新潟              | ○                 | ●                                            |
| 長野県         | テレビ信州              | 3:05 - 4:00       | ○                                            |
| 静岡県         | 静岡第一テレビ          | ○                 | ●                                            |
| 富山県         | 北日本放送              | 2:33 - 4:00       | 4:00 - 4:50                                  |
| 石川県         | テレビ金沢              | 3:13 - 4:00       | 4:00 - 4:18                                  |
| 福井県         | 福井放送                | 2:37 - 4:00       | 4:00 - 4:40                                  |
| 中京広域圏     | 中京テレビ              | ○                 | 4:00 - 5:19                                  |
| 近畿広域圏     | 読売テレビ              | 3:27 - 4:00       | 4:00 - 5:10                                  |
| 鳥取県・島根県 | 日本海テレビ            | 3:10 - 4:00       | 4:00 - 4:40                                  |
| 広島県         | 広島テレビ              | ○                 | 4:00 - 4:25、5:00 - 5:20                     |
| 山口県         | 山口放送                | ○                 | ●                                            |
| 徳島県         | 四国放送                | ○                 | 4:00 - 4:50                                  |
| 香川県・岡山県 | 西日本放送              | 3:35 - 4:00       | ●                                            |
| 愛媛県         | 南海放送                | ○                 | ●                                            |
| 高知県         | 高知放送                | ○                 | 4:00 - 4:40                                  |
| 福岡県         | 福岡放送                | ○                 | ●                                            |
| 長崎県         | 長崎国際テレビ          | ○                 | ×                                            |
| 熊本県         | くまもと県民テレビ      | ○                 | ●                                            |
| 大分県         | テレビ大分              | ×                 | ×                                            |
| 鹿児島県       | 鹿児島読売テレビ        | ○                 | 4:00 - 4:15                                  |

※NNS非加盟のテレビ宮崎（宮崎県・UMK：FNN/FNS・NNN・ANN系列）は全編非ネット。